# Callirhipis affinis
Callirhipis affinis là một loài bọ cánh cứng trong họ Callirhipidae. Loài này được Emden miêu tả khoa học đầu tiên năm 1926.